# هرناندية جامايكية
هرناندية جامايكية (الاسم العلمي:Hernandia jamaicensis) هي نوع غير مؤكد من النباتات تتبع جنس الهرناندية من فصيلة الهرنانديات.